# Léon Salin
Pour les articles homonymes, voir Salin et Chappuis.
Léon Salin, aussi connu sous les noms de Léon Chappuis et Léon Salin Chappuis, né en 1997 à Lausanne, est un militant trans suisse.

## Biographie

### Origines et famille
Léon Salin, aussi connu sous les noms de Léon Chappuis, Léon Salin Chappuis et Léon Salin-Chappuis, naît de sexe féminin en 1997 à Lausanne, dans le canton de Vaud. Il grandit au Mont-sur-Lausanne.
Son père est suisse ; sa mère est suédoise. Il a une sœur aînée.

### Études et association
Il étudie les relations internationales (histoire) à l’Université de Genève et a une maîtrise en communication numérique. Son travail de fin d'études porte sur la transidentité dans les médias.
Il crée en 2023, au terme de ses études, l'Association Salin, qui donne des cours sur les questions de genre et de transidentité.

### Parcours de transition
Après l'affirmation de son lesbianisme à l'âge de 14 ans puis de sa transidentité à 20 ans, il entame en septembre 2018 une transition de genre, qu'il documente rapidement sur son compte Instagram,,,. Il déclare avoir franchi le pas après avoir vu une image du torse nu de Chella Man.
Il commence à prendre de la testostérone en juin 2019 et procède à une double mastectomie en mars 2020.

### Médiatisation
En Suisse, il fait notamment l'objet d'un reportage télévisé en janvier 2020 sur RTS Un, dans l'émission Dans la tête de et fait partie en février 2023 des huit protagonistes enfermés dans un chalet pour une double émission de Temps présent intitulée Guerre des sexes au chalet.
En France, il apparaît notamment en 2024 dans la Saison 3 de Drag Race France, comme membre de l'équipe de ravitaillement (en), et fait la couverture de Têtu en automne de la même année.

### Vie privée
Il vit en couple depuis 2021 avec la chanteuse Lakna. Il se considère comme pansexuel.
Il vit à Paris depuis avril 2024.